# دايسوكي سوزوكي (لاعب شوغي)
دايسوكي سوزوكي (باليابانية: 鈴木大介؛ بالكانا: すずき だいすけ) هو لاعب شوغي ‏ ياباني، ولد في 11 يوليو 1974 في ماتشيدا في اليابان.